# Ейфорія, частина 2 (Доктор Хаус)
«Ейфорія, частина 2» (англ. Euphoria, Part 2)  — двадцять перша серія другого сезону американського телесеріалу «Доктор Хаус». Прем'єра епізоду проходила на каналі FOX 3 травня 2006. Ця серія друга і завершальна частина загальної проблеми — порятунок Формана від смерті. Ейфорія, частина 1 — попередня серія цієї історії.

## Сюжет
Джо помер. Щоб знайти причину його смерті Хаус просить дозволу у Кадді на розтин. Проте Джо помер від інфекційної хвороби і це підвищило рівень біологічної небезпеки до третього рівня. Розтин трупа має проходити тільки в спеціальному центрі. Є ще одна проблема: в центрі розтин проведуть лише через три дні, а у Формана є 36 години. Хаус вирішує передати інструменти Форману, щоб той сам зробив розтин, але Форман сліпне. Його хвороба розвивається швидше ніж у полісмена. У відчаї Хаус наказує лікувати Формана від всього: бактерій, вірусів, токсинів, грибків, паразитів. Згодом у Хауса з'являється ідея. Він з його щуром Стівом вирішує пройти той же шлях, що і Форман. Коли Стіву погіршає Хаус зробить розтин. Тим часом Форман телефонує своєму батьку і просить його приїхати. Через деякий час у Формана відновлюється зір, але через "коктейль" ліків у нього розвивається панкреатит. Хаус припинає лікування, щоб Ерік не помер від відмови підшлункової через 4 години.
Хаус вирішує скористатись приїздом батька Формана і просить його попросити Кадді зробити розтин Джо. Кадді відмовляє, а батько змирюється з цим. Чейз і Кемерон розуміють, що хвороба у Формані прогресує набагато швидше ніж у Джо. Хаус здогадується, що полісмен був хворий на Легіонеллу. Як тільки в лікарні команда вилікувала хворобу, хтось "почав їсти його мозок". Отож, Хаус заражує Формана Легіонеллою, щоб отримати більше часу на діагноз. Щур Стів абсолютно здоровий, а це надихнуло Хауса на ідею. Оргінізм не може виявити інфекцію, яка вбила Джо і може вбити Формана. Проте організм почав боротьбу з добре йому відомою Легіонеллою, а невідома хвороба просто потрапила "під кулі", тому Форман відчув легке полегшення. Залишається лише знайти хворобу, яка вражає людину, але не вражає пацюків. Найкращий кандидат — Лінстеріус, але після лікування Форману не стає краще. Він просить Кемерон стати його медичним повірником. Лікарі вирішують ввести Формана в кому.
Кемерон розуміє, що єдиний варіант визначити правильний діагноз — зробити ще одну біопсію, але заглибитись на багато далі в мозок. Є великий шанс покалічити Формана, тому Хаус вирішує ще раз обшукати квартиру Джо і знайти якусь мертву тварину для розтину. Кемерон дає йому годину, як тільки рівень кисню впаде нижче 90 — вона зробить біопсію. Біля квартири Хаус помічає, що голуби, яких годував полісмен, сліпі. Йому не вдається зловити її. Проте на даху таємної кімнати з маріхуаною Хаус знаходить велику посудину з дощовою водою. Він дістає свій міні-мікроскоп і бачить, що вода заражена Ніглерію фовлері. Він швидко дзвонить Кемерон і повідомляє їй цю новину, але вона зробила біопсію і також зрозуміла діагноз. Формана виліковують і він виходить з коми, але біопсію завдала деякі проблеми: Форман не може поворухнути пальцями ноги, а замість правої руки піднімає ліву.